# Schmerikon
Schmerikon est une commune suisse du canton de Saint-Gall, située dans la circonscription électorale de See-Gaster.

Photo aérienne prise à 150 m par Walter Mittelholzer (1919)

## Personnalités liées à la commune
- Fritz Büsser (né en 1845 dans la commune, 1878 Toulouse), professeur de musique, père de Henri Büsser.

## Monuments et curiosités
- L'église paroissiale Saint-Jost a été reconstruite entre 1775 et 1781 par Jakob Andreas Gubelmann, en réutilisant un ancien clocher du gothique tardif. En 1905-06, reconstruction de la nef et remaniement du couronnement supérieur du clocher par August Hardegger.
- La maison Zum Hirzen (Schlössli) a été construite entre 1610 et 1620 par Heinrich Keller. Elle consiste en une maison à pignon avec une tour d'escalier polygonale. La tour possède un portail avec un arc en ogive[3].